# کنی پولرز
کنی پولرز (آلمانی: Conny Pohlers، زادهٔ ۱۶ نوامبر ۱۹۷۸ در هاله) بازیکن زن بازنشستهٔ فوتبال آلمان است. او از سال ۱۹۹۸ در بوندس لیگای زنان و همچنین از سال ۲۰۰۱ میلادی برای تیم ملی فوتبال زنان آلمان بازی کرده‌است.